# 香港農業
香港農業是指香港的農業的概況及發展史，農業在香港開埠之初曾是主要產業，農業在20世紀初仍是主要產業之一，農場及耕地在新界隨處可見，但在香港保衛戰之後，隨著人口快速增長及勞動力充裕，香港的產業先以工業為主，繼而發展金融業，在普及教育下，農業相對其他產業較難吸引年輕人入行，加上在1970年代起在新界發展新市鎮，農業的發展處處受限，漸漸成為夕陽產業，走向式微，目前香港主要靠從外地入口以滿足對農作物的需求。由於香港在地理上山多平地少，故現時只有約18平方公里，主要集中在新界北，全港約有2,400個農場，務農人口約為4,400人，佔總勞動人口的0.13%，香港約有2.3%的新鮮蔬菜是本地供應的。農場通常為小規模經營，以種植有葉蔬菜或者飼養豬隻或家禽為主，透過「精耕細作」和現代化的技術，生產優質的新鮮食物供應本地市場。根據漁農自然護理署的數據，2012年的香港農業生產總值約為7.66億港元（包括農作物生產和牲畜生產）。
香港回歸後，香港特區政府對香港農業採取不鼓勵的態度，更藉禽流感及口蹄疫的爆發，對飼養禽畜的管制日趨嚴厲，藉此加強對輸入的依賴，並減低政府對基礎產業的投入，地產商則收購大量農地，甚至出現先破壞，再謀求改變土地用途而產生棕地問題。民間方面，過去亦不重視農業，直至2010年出現保衛石崗菜園村的行動後，參與其中的80後青年開始呼籲重視香港農業的發展。2012年，大量農地可能受到《新界東北發展計劃》而改為市區發展用途，香港農業發展再次引起香港社會留意。
食物及衞生局是香港政府負責農業發展的決策局，而執行部門為漁農自然護理署。

## 發展歷史

### 初始時期
香港農業的蓬勃開展，粗略地說與客家人逃避中原戰亂，南移到廣東沿岸地區定居有關。他們把農業知識和技術帶到天涯海角的香港，早到的族群在平坦低地如元朗平原定居，後來者則在偏遠的山中盆地如沙螺洞等落戶。他們平整土地，建設灌溉系統，種植稻米、瓜果和蔬菜，養豬養雞，養魚養鴨，鄉村鄰里互助互保，過著自給自足的生活，並持續幾百年的時光。
只是自從香港被英國殖民地統治，耕田種地開始被視為低等工作，不少新界壯丁到城裏打工，或者遠走英國當餐館工，荒村廢田漸多，稻田閒置，元朗絲苗步向衰落，農業的重心轉移到蔬菜瓜果和禽畜養殖。到了1980年代，香港城市化已經有一定規模，農業式微也漸見端倪，但就算在這個不利的情況下，本地的農業生產仍然對香港人的飲食發揮很大的貢獻。

### 維持穩定

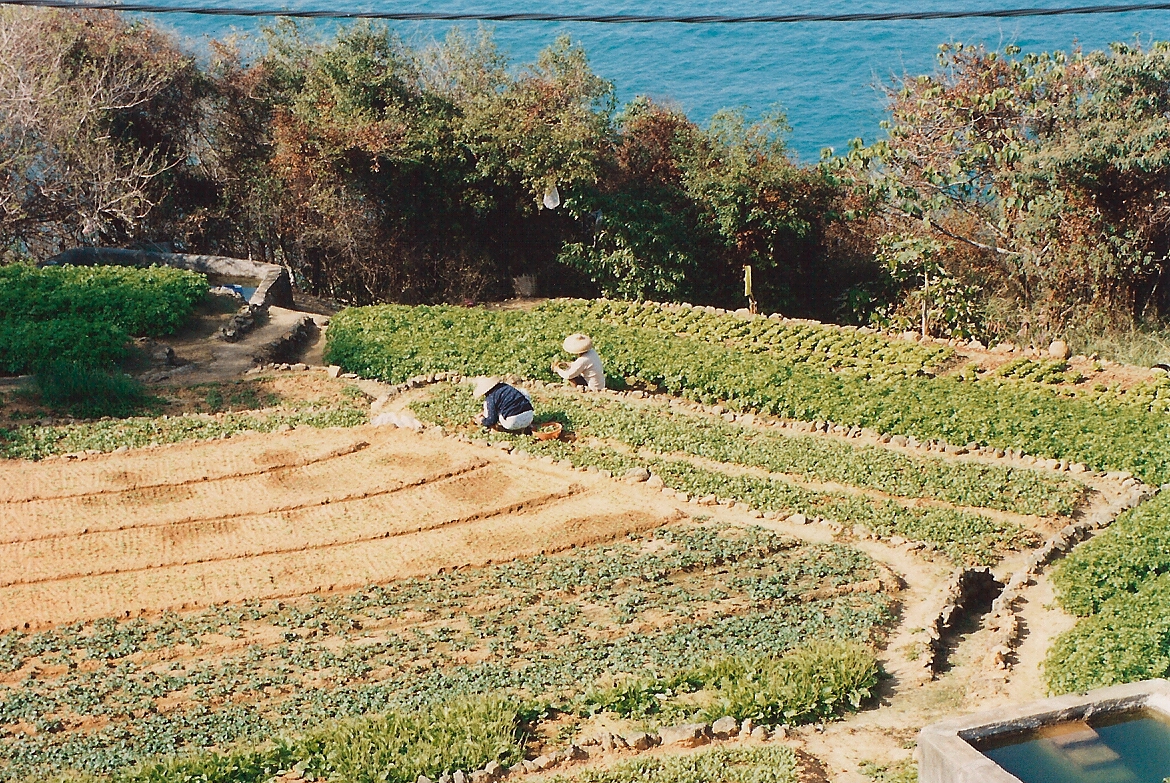
南丫島北角村的田地

1970年代至1980年代是香港農業的黃金時代，1983年最高產值達15.5億元，根據1986年布政司署經濟科（相當於現在的商務及經濟發展局）資料，當時香港生產的蔬菜佔全港食用量三分之一，活家禽佔四成多，活豬佔兩成左右，淡水魚佔一成多，而當時香港的人口已經超過五百萬。維持這樣的生產量，是緣於當年香港政府有「食物政策」、「豬政策」等，目的是確保香港人的食物儲備和本地生產能力，足以應付突如其來的供應鏈中斷情況（或因風雨，或因人禍），為此香港要維持適量的食物庫存，如3個月的白米儲備，以及本地豬和蔬菜等的生產要頂得住一個月等。
但在香港經濟起飛之後，由於香港人的價值觀轉變，而香港政府也把農業判別為「經濟」活動，所以改了用「經濟」為單位的生產總值去「衡量」農業，1980年代中期，香港農業生產值下降到不及香港生產總值的0.5%，在這個氛圍之下，政府高層不少人認為，農業是沒有前途和不值得花氣力推廣或維持的產業，此後就由它自生自滅。加上香港屬自由港，外地農產品進入香港沒有特別限制，而由於不干預政策，政府對本地農業也絕不會有任何直接補助。

### 逐漸式微
而到近代香港回歸，1998年後中國內地農產品可無限額地大量輸入香港，香港農業由於內地的廉價蔬菜和淡水魚供港而大幅萎縮，絕大部份食物要倚靠外地入口。本地農業產品由於價錢差距被對手壓了下去，此外「環保」嚴管豬糞，把養豬業逼出香港（奇怪的是養馬業不受影響），後來禽流感引起了集體恐慌，「誤殺」了香港的家禽業（連在鄉村養幾隻走地雞都於法不容），「誤殺」是因為禽流感與人類飼養的雞隻之間的關係，似乎始終未見有嚴謹科學文獻證明，多名專家說過，殺死農場的雞隻是不必要的。

### 復興聲音
由於近年從中國大陸運輸往香港的食物價格時有大幅度波動，而且總體向上，甚至偶然有來貨中斷的現象。而其食品安全亦多次出現問題，例如發生過馬肉充牛肉、激素、防腐劑、防潮劑、塑化劑、重金屬、抗生素、人工色素、人工味素、致癌物質、轉基因食物以及人造化合物（包括孔雀石綠、三聚氰胺及蘇丹紅）等等，引起香港市民對本地農業的關注，認為香港政府有必要重振農業，除了擴充農耕面積，還要重建禽畜業和水產養殖業，及提供優質無害的食物來源。
2022年2月2019冠狀病毒病香港疫情期間，文錦渡管制站曾因有跨境貨運司機確診新冠肺炎而暫停通關，內地蔬菜多天未能供應香港導致市面普遍菜價飆升數倍。本地蔬菜的供應則未有因此而受影響，令香港市民再次重視本地農業的重要性。

### 重新發展
2014年香港政府就新的農業政策作出諮詢，文件重點包括設立農業園及鼓勵業界投資高增值農產品等。

## 農地利用
直到2011年底，分別有292公頃用作生產蔬菜、152公頃用作生產花卉、20公頃用作生產雜糧作物及270公頃用作生產果樹。列表可見農地減少的趨勢。
| 年份   | 稻田 | 菜田及花圃 | 其他農作物 | 果園 | 魚塘 | 棄耕地 | 合計（公頃） |
| ------ | ---- | ---------- | ---------- | ---- | ---- | ------ | ------------ |
| 1960年 | 8018 | 2490       | 1843       | 633  | 324  | 746    | 14067        |
| 1970年 | 4569 | 4062       | 802        | 641  | 1002 | 2285   | 13361        |
| 1980年 | 30   | 3809       | 80         | 618  | 1825 | 4237   | 9970         |
| 1990年 | 0    | 2088       | 51         | 581  | 1381 | 4319   | 8420         |
| 2008年 | 0    | 496        | 22         | 280  | 1100 | 4188   | 6086         |
| 2010年 | 0    | 450        | 20         | 276  | 1086 | 4094   | 5926         |

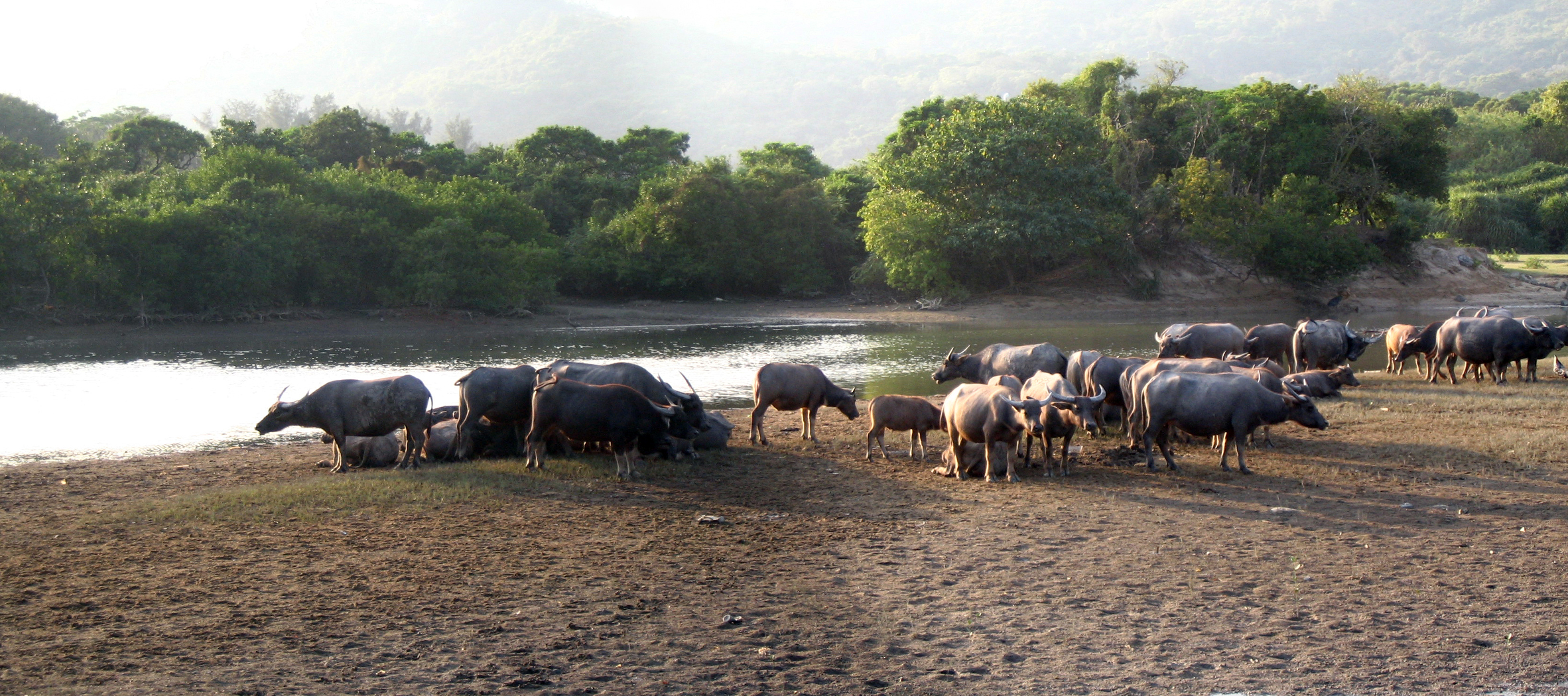
因為農田被荒廢，所以在新界的郊野和鄉村地區可以找到不少流浪牛。圖為大嶼山貝澳沙灘後的沼澤上，一個為數約20餘隻的水牛族群。

## 農產品
香港的特色農產品包括並稱為「八鄉四寶」的元朗絲苗、流浮山生蠔、天水圍烏頭及青山魴鯏、俗稱「學斗白」的鶴藪白菜、白泥蘿蔔、八鄉老薑、昂坪茶葉、南涌蓮藕、俗稱「雷公鑿」的打鼓嶺大頂苦瓜和川龍西洋菜。
香港過去亦曾大量種植水果，當中新界和大嶼山曾廣泛種植菠蘿，現時仍留下「菠蘿輋」、「菠蘿壩」等與菠蘿相關的地名。二戰後香港主要菠蘿產地由荃灣轉移至大嶼山，梅窩是其中一個主要栽種地點。1955年嘉道理農業輔助會與政府推動「鄉村果園種植計劃」(Village Orchards Scheme)，從外地引入果苗在香港大規模種植果樹，計劃下共建立80個鄉村果園。當中大嶼山佔了8個引入共3446棵果樹，除了菠蘿外還有荔枝、龍眼等。大嶼山菠蘿種植大致分為1950年代栽植階段及1960-70年代的興盛期兩個階段，1950-60年代香港種植的菠蘿品種大多來自新加坡。現時梅窩仍有農民種植菠蘿，更培育出自家品種「香水蜜糖菠蘿」。現時香港山麓及僅餘果園仍種有各類水果。
現時常見的本地蔬菜有生菜、菜心、芥蘭、白菜、西洋菜、菠菜、枸杞、蕹菜和莧菜等，每日平均生產蔬菜45公噸、活雞10,300隻及生豬255頭，供應全港所需蔬菜的2.3%，活家禽的57.0%及活豬隻的7.0%。近年花卉種植備受重視，主要品種有劍蘭、百合、菊花、薑花和蓮花；而為農曆新年而培植的則有桃花。而較為常見水果則有荔枝、龍眼、黃皮、本地檸檬、橙、橘、番石榴、木瓜、大樹菠蘿、香蕉、提子、士多啤梨及菠蘿

## 本地農業發展計劃

### 有機耕作
漁護署在2000年12月開始舉辦「有機耕作轉型計劃」，開始時只有吳家村和大江埔兩個有機轉型區15個農場，到現在發展至7個主要菜區（吳家村、大江埔、坪輋、粉嶺、八鄉、上水和大埔），合共有196個農場參加了漁護署的有機耕作支援服務。有機耕作產品在超級市場、健康食品店、農墟和街市等地方銷售。漁護署亦與菜統處緊密合作，為有機農友收集蔬菜，再運往長沙灣批發市場進行銷售。而嘉道理農場暨植物園、香港有機生活發展基金及菜聯社亦定期分別在嘉道理農場、中環、大埔菜站及屯門舉辦農墟。
2002年12月由浸會大學、綠田園基金（前稱綠田園）和香港有機生活發展基金（前稱香港有機農業協會）聯合組成「香港有機資源中心」正式成立，制訂「有機生產及加工標準」，於2004年底正式接受有機農場及加工場的有機認證申請。

### 信譽農場
漁農自然護理署及蔬菜統營處於1994年聯合推行「信譽農場計劃」讓菜農自願性參與，推廣優良園藝操作及環保作物生產方法，確保農夫生產優質及安全食用的蔬菜，保障市民健康。蔬菜統營處負責批銷信譽農場的全部產品，並以印有特別標記的籮咭（沽貨單）作識認，以菜統處註冊的「好農夫」品牌批銷至指定的街市菜檔發售，每日的供應量可高達100公噸。

### 農地復耕計劃
蔬菜統營處透過法定的用途分區制推行「農地復耕計劃」用以保護優質的耕地，協助農民改善灌溉、排水系統、農場通道和租地安排，幫助農民在休耕地上恢復耕作。自1988年推行以來，每年平均有10公頃的農地恢復耕作。但可復耕的土地長期供不應求，加上近年越來越多人從事務農，2011年據報輪候名單約有170多人，估計要等兩、三年才可獲得租賃土地。

## 外部連結
- 漁農自然護理署－農業 （页面存档备份，存于）
- 綠田園基金 （页面存档备份，存于）
- 香港有機資源中心 （页面存档备份，存于）
- 香港本地農業發展關注組 （页面存档备份，存于）
- 香港永續栽培學苑 （页面存档备份，存于）